# يو إف سي 68
يو إف سي 68: الانتفاضة (بالإنجليزية: UFC 68: The Uprising)‏ هو حدث لفنون القتال المختلطة نظمته يو إف سي، أُقيم في 3 مارس 2007، على نيشن وايد أرينا في كولومبوس، أوهايو، الولايات المتحدة.